# Ungerska
Ungerska (magyar nyelv) är ett finsk-ugriskt språk som framför allt talas i Ungern, där det är officiellt språk. Utöver det talas ungerska även i Transsylvanien i nuvarande Rumänien, Slovakien, Vojvodina i Serbien, Transkarpatiens oblast i Ukraina, Kroatien, Slovenien och Österrike. Språket skrivs med det latinska alfabetet.
I Slovakien, där ungerska talas av omkring 520 000 människor (eller tio procent av befolkningen), är språket koncentrerat till landets södra delar, längs med gränsen till Ungern. Språkets närmaste släktingar är mansiskan och chantiskan, som talas mellan Uralbergen och floderna Ob och Irtysj i Sibirien.
Sedan 1 maj 2004 är ungerskan ett av EU:s officiella språk. Med 12,5 miljoner talare är ungerskan den uraliska språkfamiljens största medlem.

## Fonologi
Följden i det 44-bokstaviga ungerska alfabetet är följande:
Basen är det latinska alfabetet, men ungerskans alfabet har dock utökats med vissa specifika bokstavskombinationer och accenter. En akut accent över en vokal markerar att den ska uttalas långt. När bokstäverna ö och ü ska uttalas långt ersätts prickarna med dubbla akuta accenter.

### Konsonanter
Ungerskan har följande konsonantsystem (ovanliga grafem är markerade i fetstil):
| Fonem | Vanligaste ljudvärdet i IFA          | Vanligaste grafemet | [tonad] | artikuleringsställe    | artikuleringssätt           |
| ----- | ------------------------------------ | ------------------- | ------- | ---------------------- | --------------------------- |
| /p/   | [p]                                  | p                   | -       | bilabial               | klusil                      |
| /b/   | [b]                                  | b                   | +       | bilabial               | klusil                      |
| /t/   | [t̪]                                  | t                   | -       | laminal dental         | klusil                      |
| /d/   | [d̪]                                  | d                   | +       | laminal dental         | klusil                      |
| /c/   | [cç] eller [c]                       | ty                  | -       | palatal                | affrikata eller klusil      |
| /ɟ/   | [ɟʝ] eller [ɟ]                       | gy                  | +       | palatal                | affrikata eller klusil      |
| /k/   | [k]                                  | k                   | -       | velar                  | klusil                      |
| /g/   | [ɡ]                                  | g                   | +       | velar                  | klusil                      |
| /f/   | [f]                                  | f                   | -       | labiodental            | frikativa                   |
| /v/   | [v]                                  | v                   | +       | labiodental            | frikativa                   |
| /s/   | [s̻]                                  | sz                  | -       | laminal denti-alveolar | frikativa                   |
| /z/   | [z̻]                                  | z                   | +       | laminal denti-alveolar | frikativa                   |
| /ʃ/   | [ʃ]                                  | s                   | -       | postalveolar           | frikativa                   |
| /ʒ/   | [ʒ]                                  | zs                  | +       | postalveolar           | frikativa                   |
| /j/   | [j] eller [ʝ]                        | j, ly               | +       | palatal                | frikativa eller approximant |
| /h/   | [h] eller [ɦ] ([x] eller [ç] finalt) | h, ch               | ±       | glottal                | frikativa                   |
| /ts/  | [ts̻]                                 | c                   | -       | laminal denti-alveolar | affrikata                   |
| /dz/  | [dz̻]                                 | dz                  | +       | laminal denti-alveolar | affrikata                   |
| /tʃ/  | [tʃ]                                 | cs                  | -       | postalveolar           | affrikata                   |
| /dʒ/  | [dʒ]                                 | dzs                 | +       | postalveolar           | affrikata                   |
| /l/   | [l̪]                                  | l                   | +       | laminal dental         | lateral konsonant           |
| /r/   | [r̪]                                  | r                   | +       | laminal dental         | tremulant                   |
| /m/   | [m]                                  | m                   | +       | bilabial               | nasal                       |
| /n/   | [n̪]                                  | n                   | +       | laminal dental         | nasal                       |
| /ɲ/   | [ɲ]                                  | ny                  | +       | palatal                | nasal                       |

Nästan alla konsonanter har en dubbel motsvarighet som skrivs genom att dubblera bokstaven, exempelvis bb, pp och ss, eller genom att dubblera den första bokstaven i en digraf, exempelvis ssz, nny och ddzs. Jämför svenskans t i hat och hatt.
Förr i tiden uttalades ly och j på olika sätt, vilka nuförtiden i standardspråk uttalas på samma sätt.
Affrikatorna /cç/ och /ɟʝ/ förekommer som klusilerna ([c] och [ɟ]) i formellt tal.

### Vokaler
| Fonem | Vanligaste ljudvärdet i IFA | Vanligaste grafemet | [bakre] | [rundad] | [sluten] | [öppen] | [lång] |
| ----- | --------------------------- | ------------------- | ------- | -------- | -------- | ------- | ------ |
| /a/   | [ɒ]                         | a                   | +       | +        | -        | +       | -      |
| /aː/  | [aː]                        | á                   | +       | -        | -        | +       | +      |
| /o/   | [o]                         | o                   | +       | +        | -        | -       | -      |
| /oː/  | [oː]                        | ó                   | +       | +        | -        | -       | +      |
| /u/   | [u]                         | u                   | +       | +        | +        | -       | -      |
| /uː/  | [uː]                        | ú                   | +       | +        | +        | -       | +      |
| /e/   | [ɛ]                         | e                   | -       | -        | -        | +       | -      |
| /eː/  | [eː]                        | é                   | -       | -        | -        | -       | +      |
| /i/   | [i]                         | i                   | -       | -        | +        | -       | -      |
| /iː/  | [iː]                        | í                   | -       | -        | +        | -       | +      |
| /ø/   | [ø]                         | ö                   | -       | +        | -        | -       | -      |
| /øː/  | [øː]                        | ő                   | -       | +        | -        | -       | +      |
| /y/   | [y]                         | ü                   | -       | +        | +        | -       | -      |
| /yː/  | [yː]                        | ű                   | -       | +        | +        | -       | +      |

Längdskillnaden hos slutna vokaler är inte alltid regelbunden. Flera dialekter saknar fonemen /iː/, /uː/ samt /yː/. Vardagligt tal skiljer sig ibland från det skrivna (exempelvis uttalas unió [uːnioː].
Även om det inte förekommer i huvudstaden Budapest så skiljer ungefär hälften av alla ungersktalande på fonemen /e/ och /ɛ/. Ett exempel är ordet mentek som representerar fyra olika ord på regional standard: [mentek] "ni går", [mentɛk] "de gick", [mɛntek] "jag räddar" samt [mɛntɛk] "de är förskonade". I Budapest faller alla dessa ihop till [mɛntɛk]. 
Förr existerade det i ungerskan en vokal, ë (vilken representerade [ɛ]), men efter språkreformerna under 1800- och 1900-talet avskaffades den. I ungerskan finns det på grund av landets centralisering inte särskilt många dialekter. Ett undantag är dock Csángó-folket i östra Rumänien, som har levt där nästan lika länge som Ungern har funnits.

## Grammatik
Ungerskan är ett syntetiskt agglutinerande språk som har en grammatik som liknar övriga finsk-ugriska språk.

### Verb
Ungerskans verb har två huvudsakliga konjugationer: subjektiv böjning som vänder sig mot subjektet i en sats och objektiv böjning som vänder sig mot objektet i en sats. Därtill kommer  mindre använda former.
I den subjektiva formen förses verbet med subjektiva personändelser kombinerade med numerus, dvs första, andra och tredje person får egna ändelser för singularis respektive pluralis, totalt 6 olika ändelsegrupper. Grundformen för verb som används i ordböcker är tredje person singularis, och den formen har ingen ändelse, med undantag för de så kallade -ik-verben (se nedan) som anges med sin -ik-ändelse.
| Person                                 | ändelser                | exempel | svenska |
| -------------------------------------- | ----------------------- | ------- | ------- |
| Första person singularis (jag)         | -k, (-ok, -ek, -ök)     | Látok   | Jag ser |
| Andra person singularis (du)           | -sz, -l (-ol, -el, -öl) | Látsz   | Du ser  |
| Tredje person singularis (han/hon/hen) | - (ingen ändelse), -ik  | Lát     | Hen ser |
| Första person pluralis (vi)            | -unk, -ünk              | Látunk  | Vi ser  |
| Andra person pluralis (ni)             | -tok, -tek, -tök        | Látok   | Ni ser  |
| Tredje person pluralis (de)            | -nak, -nek              | Látnak  | De ser  |

I vissa fall används en så kallad bindevokal i ändelsen som o i látok där ändelsen alltså är -ok.
Det är möjligt att överspecificera formerna, exempelvis én látok (jag ser, med "jag" utskrivet som én), te látsz, ő lát osv, trots att det framgår av ändelsen att verbet avser en viss person och numerus. Detta används bara när det behöver understrykas att "det är verkligen jag som ser" osv.
I tredje person singularis har de flesta verb ingen ändelse, men en mycket använd verbgrupp är de så kallade -ik-verben, som i tredje person singularis har en -ik-ändelse, exempelvis dolgozik (hen arbetar), eszik (hen äter) iszik (hen dricker) osv.
När verbet har ett bestämt objekt används de objektiva böjningarna, återigen i personändelser kombinerade med numerus, ytterligare 6 olika ändelsegrupper:
| Person                                 | ändelser           | exempel            | svenska       |
| -------------------------------------- | ------------------ | ------------------ | ------------- |
| Första person singularis (jag)         | -m (-om, -em, -öm) | Látom a vonatot    | Jag ser tåget |
| Andra person singularis (du)           | -d (-od, -ed, -öd) | Látod a vonatot    | Du ser tåget  |
| Tredje person singularis (han/hon/hen) | -ja, -je, -i       | Látja a vonatot    | Hen ser tåget |
| Första person pluralis (vi)            | -juk, -jük         | Látjuk a vonatot   | Vi ser tåget  |
| Andra person pluralis (ni)             | -játok, -itek      | Látjátok a vonatot | Ni ser tåget  |
| Tredje person pluralis (de)            | -ják, -jék, -ik    | Látják a vonatot   | De ser tåget  |

### Substantiv
Ungerskans substantiv har inga genus, men väl 18 kasus (samt 6 kasus för singularformer) som bildas med hjälp av ändelser. Med undantag för prepositionen mint (än) används bara postpositioner. Postpositioner som böjs i något kasus kan användas som prepositioner, men detta bruk används bara i de fall som talaren önskar betona orden i meningen annorlunda.

#### Ungerska kasus på substantiv
I ungerskan är nominativ ett omarkerat kasus (exempelvis az alma, äpplet) och ackusativformen markeras med suffixet -t (az almát, som i jag äter äpplet). Hälften av de följande kasus uttrycker en tredelad kombination av ursprung-plats-riktning eller yta-inuti-närhet vilket ger 3x3 dvs 9 ytterligare kasus, och det finns ett speciellt elativ som uttrycker en kombination av ursprung och inuti: inifrån eller ur, ex hajóból "inifrån/ur skeppet".
Detta är en förenklad sammanfattning av ungerskans 18 + 6 kasus, fullständiga kasus har sex olika deklinationer.
| kasus          | ändelse                                    | mening                  | exempel     | svenska                                          |
| -------------- | ------------------------------------------ | ----------------------- | ----------- | ------------------------------------------------ |
| Nominativ      | - (inget för singularis) -k (för pluralis) |                         | hajó, hajók | skepp, (många) skepp                             |
| Ackusativ      | -t                                         |                         | hajókat     | Flickan köpte skeppet                            |
| Dativ-genitiv  | -nak, -nek                                 | åt                      | hajónak     | åt skeppet                                       |
| Inessiv        | -ban, -ben                                 | i                       | hajóban     | (han var) i skeppet                              |
| Elativ         | -ból, -ből                                 | ur                      | hajóból     | (gick ut) ur skeppet                             |
| Illativ        | -ba, -be                                   | in i                    | hajóba      | (gick) in i skeppet                              |
| Adessiv        | -nál, -nél                                 | hos, vid                | hajónál     | (stod) vid skeppet                               |
| Ablativ        | -tól, -től                                 | riktning från           | hajótól     | (gick) från skeppet                              |
| Allativ        | -hoz, -hez, -hőz                           | riktning till           | hajóhoz     | (gick) till skeppet                              |
| Superessiv     | -n                                         | på                      | hajón       | (ovan) på skeppet                                |
| Delativ        | -ról, -ről                                 | riktning ned ifrån, om  | hajóról     | om skeppet (en bok om skeppet), ned från skeppet |
| Sublativ       | -ra, -re                                   | riktning upp på, till   | hajóra      | (gick) upp på skeppet                            |
| Terminativ     | -ig                                        | fram till (spec om tid) | tízig       | fram till klockan tio                            |
| Kausal-final   | ért                                        | för                     | hajóért     | för (ett) skepp                                  |
| Komitativ      | -val, -vel                                 | med                     | hajóval     | (jag ankom) med skepp                            |
| Translativ     | -vá, -vé                                   | (göra) till             | hajóvá      | (göra) till skepp                                |
| Essiv formalis | -ként, -képp(en)                           | såsom                   | hajóként    | såsom båt                                        |
| Essiv-modal    | -ul, -ül                                   | såsom                   | hajóul      | såsom båt                                        |
| Temporal       | -kor                                       | vid (om tid)            | hétkor      | vid (klockan) sju                                |

| kasus         | ändelse             | mening                | exempel     | svenska                   |
| ------------- | ------------------- | --------------------- | ----------- | ------------------------- |
| Iterativ      | -nta, -nte          | varje (om tidpunkter) | éventa      | årligen                   |
| Distributiv   | -nként              | per, på, om           | percként    | per minut                 |
| Komitativ     | -stul, -stül        | tillsammans med       | feleségstül | som hustru (till)         |
| Multiplikativ | -szor, -szer, -ször | gånger                | sokszor     | många gånger              |
| Lokativ       | -t, -tt             | i                     | Pécsett     | i Pécs (ålderdomlig form) |

### Adjektiv
Adjektiven i ungerska har samma grundform i singularis och pluralis, exempelvis a csúnya macska (den fula katten) vs a csúnya macskák (de fula katterna).
När ett adjektiv emellertid står självständigt i predikativ (som i svensk predikatsfyllnad) eller när det används som ett substantiv, kommer det att böjas i numerus som ett substantiv. Exempel: a macska csúnya volt (katten var ful) vs a macskák csúnyák voltak (katterna var fula) - notera hur adjektivet csúnya nu får numerus csúnyák. I vissa fall kan även adjektiv som slutar på vokal få ytterligare en bindevokal, exempelvis szomorúak (ledsna).
Adjektiven kan kompareras i fyra regelbundna former som använder en kombination av prefix och suffix (ändelser), och där en bindevokal används före suffixet om adjektivet slutar på en konsonant:
| Form           | prefix/suffix | exempel         | svenska          |
| -------------- | ------------- | --------------- | ---------------- |
| Positiv        | -             | nagy            | stor             |
| Komparativ     | -bb           | nagyobb         | större           |
| Superlativ     | leg- -bb      | legnagyobb      | störst           |
| Översuperlativ | legesleg- -bb | legeslegnagyobb | större än störst |

Vissa adjektiv har en oregelbunden komparation, exempelvis szép, szebb, legszebb (vacker, vackrare, vackrast), eller sok, több, legtöbb (många-mycket, flera-mera, flesta-mest).

## Historia
Ungrarna skiljde sig cirka 3000 år före Kristus från de andra finsk-ugrisk-talande stammarna, vilket har lett till att bland andra finnar, ester och mordviner, vars förfäder levde tillsammans mycket längre, i dag inte längre förstår ungerskan. Efter att språken skiljt sig åt levde den ungerska stammen i c:a 1600 år på de sydryska stäpperna där de tog upp ett antal ord från persiska (farsi), kaukasiska och turkiska. När man slog sig ned i nuvarande Ungern runt år 896 etablerade man nya kontakter vilket ledde till lånord från slaviska, tyska och medeltida latin.

### Likheter mellan ungerska och finska
Det finns ett antal ord som har en och samma betydelse i ungerskan och finskan, och liknar varandra:
- Vatten: ungerska = víz; finska = vesi (vete-, vede-)
- Liv: ungerska = élet; finska = elämä
- Blod: ungerska = vér; finska = veri (vere-)
- Hjärta: ungerska = szív; finska = sydän
- Lever: ungerska = máj; finska = maksa
- Hand: ungerska = kéz; finska = käsi
- Slicka: ungerska = nyal; finska = nuolla (Ordet tunga (även språk) heter nyelv på ungerska, vilken kan hittas i finskans niel(lä) i betydelsen svälja. Medan tunga (även språk) heter kieli på finska.)
- Öga: ungerska = szem; finska = silmä
- Bi: ungerska = méh; finska = mehiläinen
- Honung: ungerska = méz; finska mesi (Även om det från det svenska språket tagna ordet hunaja är mer brukligt i finskan idag. Saft på finska heter för övrigt mehu, orden bi och honung visar att man i sitt gemensamma urhem idkat honungsinsamling.)
- Pil: ungerska = nyíl; finska = nuoli (Fågel heter madár på ungerska, men gås heter lúd vars ord har sitt gemensamma ursprung i finskans ord för fågel som är lintu. För drygt 5000 år sedan i urhemmet var vid sidan av insamlandet även jakten viktig, se även det gemensamma ordet för horn. Liknande namnförskjutningar som hittas mellan gås och fågel hittar man även i det ungerska ordet för orm som heter kígyó, medan kyy betyder specifikt huggorm på finska. Ungerskans vas betyder järn på svenska, medan vaski på finska är koppar. Används idag i ordet vaskikäärme (sv: kopparorm), medan koppar i allmänt brukar vara det från svenska språket tagna ordet kupari. Ett sista exempel på hur ordens betydelse förändras är ordet ár som är ungerska och betyder pris, medan finskans arvo betyder värde.)
- Horn: ungerska = szarv; finska sarvi
- Sten: ungerska = kő; finska = kivi
- Träd: ungerska = fa; finska = puu
- Natt: ungerska = éj; finska = yö
- Vi: ungerska = mi; finska = me
- Ni: ungerska = ti; finska = te

I ungerskan och finskan har också en del konsonantskiftningar inträffat, exempelvis mellan h och k. Finskan har dessutom bevarat ändelsen -i i sitt språk. Finskt ordinitialt k motsvaras av h i ungerskan om det där följs av bakre vokal:
- Fisk: ungerska = hal; finska = kala
- Tre: ungerska = három; finska = kolme
- Sex: ungerska = hat; finska = kuusi

Ungerskan har även diverse lånord, bland andra följande:
- Turkiska lånord: alma (äpple), bor (vin), apa (far), anya eller anyu (mor), sisak (hjälm) och baksis (dricks)
- Tyska lånord: kvártély (militärt kvarter), kugli (klot), spicli (spion [vardagligt]), táska (väska), dzseki (jacka), tipp (tips), heccelni (hetsa), vicc (vits, rolighet) och andra ord med militär anknytning (exempelvis hapták från Habtacht, egzecéroz från exezieren, mars! från marschieren och kuss från kuschen)
- Tjeckiska lånord: király (kung), kukorica (majs) och stadsnamn med ändelsen -grád (Visegrád)
- Latinska lånord: centrum (centrum) och skandallum (skandal, [ålderdomligt])
- Franska lånord: csekk (check), bál (bal), garázs (garage), balkon (balkong) och restaurant (restaurang)
- Romska lånord: csávó (karl), csaj (tjej), kéró (hus) och lóvé (pengar) (Dessa ord är slang.)
- Finskt lånord: szauna (bastu)
- Svenskt lånord: ombudsman (ombudsman)